# 한수중학교
한수중학교는 대한민국 경기도 고양시 일산서구 주엽동에 있는 공립 중학교이다.

## 학교 연혁
- 1994년 2월 28일 : 한수중학교 5학급 설립 인가
- 1994년 3월 1일 : 4학급 개교
- 1994년 3월 1일 : 초대 조옥현 교장 취임
- 1995년 2월 16일 : 제1회 졸업식(졸업생 80명)
- 2014년 9월 17일 : 솔마루 체육관 개관식
- 2018년 3월 1일 : 제8대 조계영 교장 취임
- 2020년 1월 16일 : 제26회 졸업식(졸업생 수 241명, 연인원 11,332명)
- 2020년 3월 1일 : 26학급(특수 2학급 포함) 편성

## 참고 자료
- 한수중학교 - 한국교육학술정보원 학교알리미